# Beaglichthys macrophthalmus
Beaglichthys macrophthalmus är en fiskart som beskrevs av Machida, 1993. Beaglichthys macrophthalmus ingår i släktet Beaglichthys och familjen Bythitidae. Inga underarter finns listade.